# Église Évangélique Libre de Genève
Die Église Évangélique Libre de Genève (EELG, deutsch: Freie Evangelische Kirche von Genf) ist eine reformierte Freikirche im schweizerischen Kanton Genf. Sie zählt etwa 500 Mitglieder.

## Geschichte
Zu Beginn des 19. Jahrhunderts entstand in Genf eine geistliche Erneuerungsbewegung. Diese Bewegung führte zu Auseinandersetzungen in der Genfer Kirche und resultierte in der Entlassung mehrerer Pfarrer. Diese gründeten zunächst unabhängigen Gemeinschaften, die sich 1849 zur EELG zusammenschlossen. In der Zeit des Zweiten Weltkriegs gab es Bestrebungen, die freie Kirche und die Landeskirche wieder zu vereinen, doch wurde das Projekt 1951 abgebrochen. Zu den ursprünglich vier Gemeinden kam in den Jahren 1978 und 1994 jeweils eine weitere dazu, so dass die EELG zurzeit aus sechs örtlichen Kirchgemeinden besteht. Dazu kommt als siebte die Gemeinde Sel de la Terre.